# Grand Khoural d'État
9e législature
Palais du gouvernement
Le Grand Khoural d'État (en mongol : Улсын Их Хурал romanisé : Ulsyn Ikh Khural) est le parlement monocaméral de la Mongolie, il succède au Grand Khoural populaire mis en place durant la république populaire de Mongolie.

## Pouvoirs

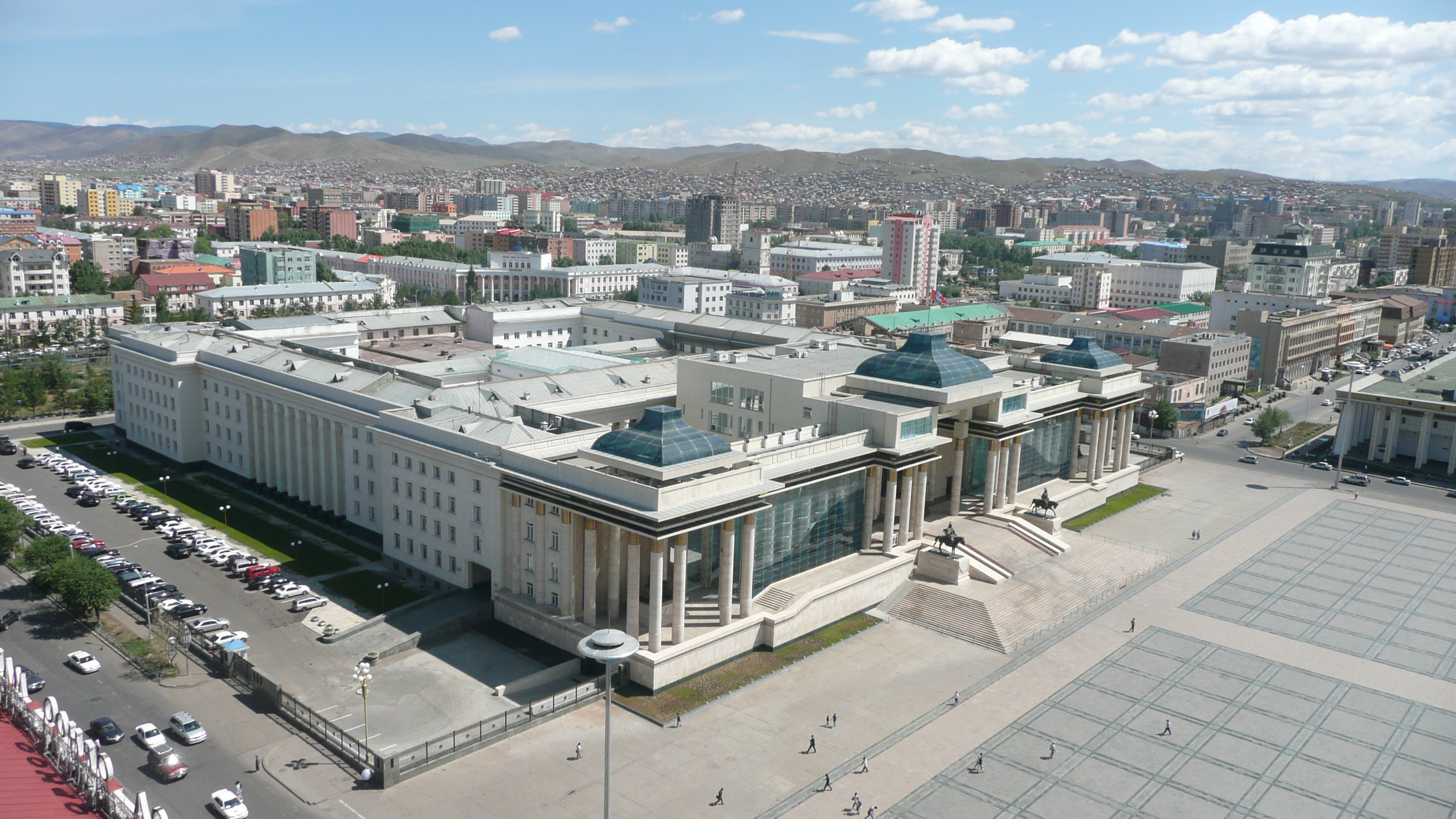
Le siège du parlement à Oulan-Bator.

En coordination avec le gouvernement, le Parlement prépare les projets de lois. Il approuve également le budget annuel et a le pouvoir de déclarer la guerre. Seuls les partis représentés au Parlement peuvent désigner des candidats au poste de président de l'État de Mongolie, dont l'élection a lieu au scrutin direct et dont les résultats sont d'ailleurs validés par le Grand Khoural. Le Parlement confirme ou non le Premier ministre proposé par le président ainsi que les ministres du gouvernement. Enfin, le Grand Khoural peut outrepasser le véto présidentiel et modifier la Constitution, avec une majorité des deux tiers nécessaire dans les deux cas.
Le Parlement peut être dissous par le président ou si les deux tiers des parlementaires votent en faveur d'une dissolution. De nouvelles élections sont également convoquées si le président ou la moitié des ministres du gouvernement démissionnent.

## Système électoral
La Mongolie est marquée depuis plusieurs décennies par des changements fréquents de système électoral pour ses législatives.
Les Mongols peuvent voter à partir de 18 ans (s'ils résident en Mongolie) et être élus à partir de 25 ans. 

### Actuel
Le Grand Khoural d'État est doté de 126 sièges pourvus pour quatre ans selon un mode de scrutin parallèle. Sont ainsi à pourvoir 78 sièges au Scrutin majoritaire plurinominal dans treize circonscriptions électorales plurinominales, auxquels se rajoutent 48 sièges pourvus au scrutin proportionnel plurinominal de liste fermées avec seuil électoral de 4 % dans une unique circonscription nationale. Le seuil s'applique aux partis se présentant seuls. Il monte à 5 % pour les coalitions de deux partis, et à 7 % pour les coalitions de trois partis ou plus. Les électeurs votent en sélectionnant autant de candidats que de sièges à pourvoir dans leur circonscriptions, à raison d'une voix par candidat, et pour une liste de candidat au niveau national, sans panachage ni vote préférentiel. Un quorum de participation de 50 % des inscrits est exigé dans les circonscriptions majoritaire pour en valider les résultats. A défaut, un second tour de scrutin est organisé dans celles concernées. Les listes présentées par les partis pour le scrutin proportionnel doivent obligatoirement alterner les noms de candidats de chacun des deux sexes, et le total des candidats du même sexe présentés par un parti ne peut dépassé 70 % du total de ses candidats,.
Les deux systèmes opèrent indépendamment l'un de l'autre. Contrairement à un système mixte de compensation, les sièges à la proportionnelle ne sont pas attribués de manière que leurs additions à ceux du scrutin majoritaire fassent correspondre le total de sièges des partis à leurs parts des voix au niveau national. Chaque parti obtient une part de la moitié des sièges pourvus à la proportionnelle correspondant à sa part des suffrages, auxquels s'ajoutent les sièges de l'autre moitié, obtenus dans chaque circonscription à la majorité relative, donnant au scrutin une tendance majoritaire.

### De 2020 à 2024
Le Grand Khoural d'État est doté de 76 sièges pourvus pour quatre ans au scrutin majoritaire plurinominal dans 29 circonscriptions de 2 à 3 sièges. Les électeurs choisissent autant de candidats que de sièges à pourvoir dans leur circonscription, et les candidats ayant recueilli le plus de voix sont déclarés élus. Pour que le scrutin soit valide dans une circonscription, le taux de participation doit y atteindre le quorum de participation de 50 %. À défaut, il est procéder à un nouveau scrutin dans la circonscription concernée. Le découpage des circonscriptions désavantage la population de la capitale Oulan-Bator, qui représente plus de la moitié de celle du pays, mais n'est représentée que par un tiers des sièges,.
La loi électorale en vigueur date du 22 décembre 2019, et est appliquée pour le scrutin de l'année suivante. Le système avait déjà été utilisé en 1992 et 2008, et ne permet pas aux électeurs vivant à l'étranger de participer au vote. La nouvelle loi électorale interdit par ailleurs aux individus condamnés pour corruption de se porter candidats, étend la période de campagne officielle de 18 à 22 jours, et établit un quota de nomination de 20 % de candidates de sexe féminin pour chaque parti en lice, malgré les efforts de députées visant à le porter à 30 %,.

### De 2016 à 2019
Avant la réforme électorale du 22 décembre 2019, le Grand Khoural d'État était composé de 76 sièges pourvus tous les quatre ans au scrutin uninominal majoritaire à un tour dans autant de circonscriptions. Le candidat arrivé en tête était déclaré élu à la condition d'avoir recueilli au moins 28 % des votes valides, avec un quorum de participation d'au moins 50 % des inscrits. À défaut, une nouvelle élection était organisé dans la circonscription,.

### Avant 2016
Avant la réforme électorale du 5 mai 2016, les 76 sièges du Grand Khoural d’État étaient pourvus pour quatre ans selon un mode de scrutin parallèle. Sur ce total, 48 sièges étaient pourvus via une forme modifiée du scrutin uninominal majoritaire à un tour dans autant de circonscriptions. Le candidat arrivé en tête était déclaré élu à la condition d'avoir recueilli au moins 28 % des votes valides, avec un quorum de participation d'au moins 50 % des inscrits. À défaut, une nouvelle élection était organisé dans la circonscription. 
Les 28 sièges restants étaient quant à eux pourvus au scrutin proportionnel plurinominal dans une seule circonscription nationale avec listes bloquées et seuil électoral de 5 %.

## Présidence
Les parlementaires élisent parmi eux leur président qui est le deuxième personnage de l'État, après le président de la République. Il supervise les travaux du Parlement et est responsable des votes. Il est automatiquement membre du Conseil national de sécurité.

## Dernières élections
Les dernières élections ont eu lieu le 28 juin 2024 et ont donné une majorité absolue au Parti du peuple mongol.